# Floating Office Rotterdam
Het Floating Office Rotterdam (FOR) is een drijvend houten gebouw in Rotterdam. Het in september 2021 geopende gebouw ligt in de Rijnhaven en is ontworpen door Powerhouse Company. Het bouwwerk is BREEAM (Building Research Establishment Environmental Assessment Method) gecertificeerd.
FOR heeft een oppervlakte van 3.607 m² en is bijna volledig gebouwd van hout. Het rust op een drijvende betonnen bak waarin warmtewisselaars zijn ondergebracht. Het gebouw werkt als een gigantische warmtewisselaar, waardoor in de zomer de relatieve kou van het water gebruikt kan worden om het gebouw af te koelen en in de winter de relatieve warmte van het water gebruikt kan worden om het gebouw op te warmen. Dit bespaart veel energie en helpt bij de klimaatneutraliteit van het gebouw. Verder is het geheel energie-zelfvoorzienend door de aanleg van 800 m² aan zonnepanelen. Aan de buitenkant is een openluchtzwembad. In de eerste verdieping is het restaurant 'Putaine' gevestigd. FOR is volledig demontabel.
Aanleiding voor de bouw van FOR was de komst van het hoofdkantoor van het VN-klimaatcentrum Global Center on Adaptation (GCA) naar Rotterdam. Tijdens de klimaatconferentie van Parijs in 2015 was toegezegd dat er een drijvend kantoorgebouw zou worden aangelegd om het GCA in te huisvesten. Om het kantoorgebouw financieel rendabel te krijgen, kreeg het uiteindelijke ontwerp een grotere oppervlakte zodat er ook ruimte ontstond voor andere bedrijven, zoals ABN AMRO en een restaurant.